# Ollie Watkins
Oliver George Arthur Watkins (Torquay, 1995. december 30. –) angol válogatott labdarúgó, az angol Aston Villa játékosa. Posztját tekintve csatár.
Watkins az Exeter City akadémiáján nevelkedett, 2017-ig itt is játszott, megnyerve az EFL Év fiatal játékosa díjat. A Brentford szerződtette, három éve alatt a 2019–2020-as másodosztályú szezon gólkirálya lett és meg is választották az év játékosának a bajnokságban. 2020 szeptemberében leigazolta az Aston Villa.

## Statisztika

### Klubcsapatokban
2023. április 15-i állapot alapján.
| Csapat                         | Szezon           | Bajnokság        | Bajnokság | Bajnokság | Kupa | Kupa  | Ligakupa | Ligakupa | Egyéb | Egyéb | Összesen | Összesen |
| Csapat                         | Szezon           | Osztály          | P.        | Gólok     | P.   | Gólok | P.       | Gólok    | P.    | Gólok | P.       | Gólok    |
| ------------------------------ | ---------------- | ---------------- | --------- | --------- | ---- | ----- | -------- | -------- | ----- | ----- | -------- | -------- |
| Exeter City                    | 2013–2014        | League Two       | 1         | 0         | 0    | 0     | 0        | 0        | 0     | 0     | 1        | 0        |
| Exeter City                    | 2014–2015        | League Two       | 2         | 0         | 0    | 0     | 0        | 0        | 1     | 1     | 3        | 1        |
| Exeter City                    | 2015–2016        | League Two       | 20        | 8         | 2    | 1     | 0        | 0        | 0     | 0     | 22       | 9        |
| Exeter City                    | 2016–2017        | League Two       | 45        | 13        | 0    | 0     | 2        | 0        | 5     | 3     | 52       | 16       |
| Exeter City                    | Összesen         | Összesen         | 68        | 21        | 2    | 1     | 2        | 0        | 6     | 4     | 78       | 26       |
| Weston-super-Mare (kölcsönben) | 2014–2015        | Conference South | 24        | 10        | —    | —     | —        | —        | 1     | 0     | 25       | 10       |
| Brentford                      | 2017–2018        | Championship     | 45        | 10        | 1    | 0     | 2        | 1        | —     | —     | 48       | 11       |
| Brentford                      | 2018–2019        | Championship     | 41        | 10        | 3    | 2     | 1        | 0        | —     | —     | 45       | 12       |
| Brentford                      | 2019–2020        | Championship     | 46        | 25        | 0    | 0     | 1        | 0        | 3     | 1     | 50       | 26       |
| Brentford                      | Összesen         | Összesen         | 132       | 45        | 4    | 2     | 4        | 1        | 3     | 1     | 143      | 49       |
| Aston Villa                    | 2020–2021        | Premier League   | 37        | 14        | 0    | 0     | 3        | 2        | —     | —     | 40       | 16       |
| Aston Villa                    | 2021–2022        | Premier League   | 35        | 11        | 1    | 0     | 0        | 0        | —     | —     | 36       | 11       |
| Aston Villa                    | 2022–2023        | Premier League   | 30        | 14        | 1    | 0     | 2        | 1        | —     | —     | 33       | 15       |
| Aston Villa                    | Összesen         | Összesen         | 102       | 39        | 2    | 0     | 5        | 3        | —     | —     | 109      | 42       |
| Karrier összesen               | Karrier összesen | Karrier összesen | 325       | 115       | 8    | 3     | 11       | 4        | 10    | 5     | 354      | 127      |

1. ↑  Pályára lépések a Football League Trophyban
2. ↑  Két pályára lépés és egy gól a EFL Trophyban, három pályára lépés és két gól a negyedosztály rájátszásában
3. ↑  Pályára lépések az FA Trophyban
4. ↑  Pályára lépések a másodosztály rájátszásában

### A válogatottban
2023. március 29-i állapot alapján.
| Válogatott | Év       | Pályára lépések | Gólok |
| ---------- | -------- | --------------- | ----- |
| Anglia     | 2021     | 5               | 1     |
| Anglia     | 2022     | 2               | 1     |
| Összesen   | Összesen | 7               | 2     |

#### Gólok
| # | Dátum             | Helyszín                        | Vál. | Ellenfél         | Eredmény | Végeredmény | Kiírás                         | For.  |
| - | ----------------- | ------------------------------- | ---- | ---------------- | -------- | ----------- | ------------------------------ | ----- |
| 1 | 2021. március 25. | Wembley Stadion, London, Anglia | 1    | San Marino       | 5–0      | 5–0         | 2022-es világbajnoki selejtező | [ 3 ] |
| 2 | 2022. március 29. | Wembley Stadion, London, Anglia | 7    | Elefántcsontpart | 1–0      | 3–0         | Barátságos                     | [ 4 ] |

## Sikerek, elismerések
Egyéni
- Premier League-gólpasszkirály: 2023–2024[5]
- EFL Championship – Az év játékosa: 2019–2020[6]
- PFA – Az év csapata (Championship): 2019–2020[7]
- EFL – Az év fiatal játékosa: 2016–2017[8]
- EFL League Two – A hónap játékosa: 2016–2017[9]
- Football League – A hónap fiatal játékosa: 2016. március[10]
- PFA – A rajongók hónap játékosa: 2016. március[11]